# Finansutskottet (Finland)
Finansutskottet (FiU, till 2000 Statsutskottet) är ett permanent utskott i Finlands riksdag som består av 21 medlemmar med 19 ersättare. Finansutskottet har till uppgift att behandla statsförslaget (statsbudgeten), tillägg och ändringar till detta samt bland annat statens skatter, avgifter och andra finansiella ärenden och budgetpropositioner.